# NGC 3282
NGC 3282 في الفهرس العام الجديد، هي مجرة، تقع في كوكبة الشجاع. اكتشفت في 5 مارس 1886 بواسطة لويس سويفت.

## روابط خارجية
- NGC 3282 على موقع ويكي سكاي: DSS2, SDSS, GALEX, IRAS, Hydrogen α, X-Ray, Astrophoto, Sky Map, Articles and images